# اورس فیشر
اورس فیشر (انگلیسی: Urs Fischer؛ زادهٔ ۲۰ فوریهٔ ۱۹۶۶) بازیکن فوتبال سابق و مربی فوتبال اهل سوئیس است.
از باشگاه‌هایی که در آن بازی کرده‌است می‌توان به باشگاه فوتبال سنت گالن و باشگاه فوتبال زوریخ اشاره کرد.

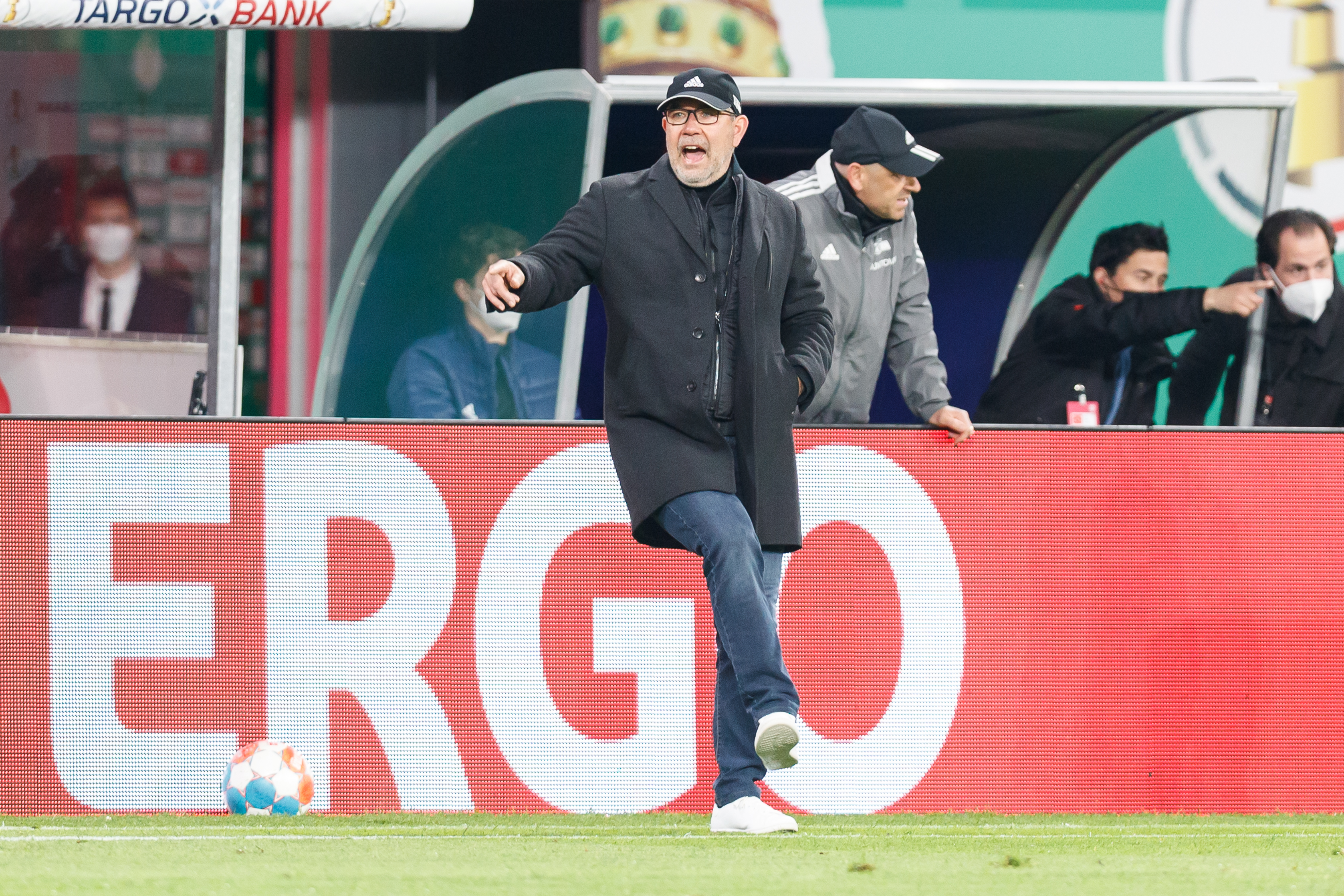
تصویری از اورس فیشر در یونیون برلین بوندس لیگا آلمان

وی همچنین در تیم ملی فوتبال سوئیس بازی کرده‌است.

## افتخارات

### به عنوان بازیکن
زوریخ
- جام حذفی فوتبال سوئیس: ۱۹۹۹–۲۰۰۰

### به عنوان مربی
بازل
- سوپر لیگ فوتبال سوئیس: 2015–2016 و 2016-2017
- جام حذفی فوتبال سوئیس قهرمان: 2016–2017[۱]